# Бодайбинская железная дорога
Бодайбинская железная дорога — узкоколейная железная дорога в Бодайбинском районе Иркутской области.
Начальная станция — Бодайбо, конечная — Надеждинская (Апрельск). Функционировала с 1894 по 1968 годы.

## История
1895 год — начато строительство железной дороги от пристани на реке Витим.
1 ноября 1897 года — открыто движение на участке ст. Зимовье — Верхний участок Бодайбинского прииска.
В 1897 году в Бодайбо поступили большие паровозы завода «Керр Стюарт» из Англии.
1906 год — строительство завершено. Дорогу довели до конечного пункта — станции Васильевской.
В 1917 году движение осуществлялось в следующем направлении: Бодайбо — Перевал — Кяхта — Тетеринская — Балахнинский — 35 км — Ежовка — Утёсистая —Андреевский — Артёмовский — Васильевский — Ильинская — Троновская — Александровская — Надеждинская (Апрельск).
В 1967 году приказом Министерства цветной металлургии дорога была закрыта и демонтирована.
В городе Бодайбо, тем не менее, в 2005 году стоял тепловоз ТУ6А с буферами. Тепловозы ТУ6А строились в 1980-х годах. На всех остальных узкоколейных железных дорогах СССР буфера на подвижном составе отсутствовали, и только на Бодайбинской они были.